# Calendrier celtique

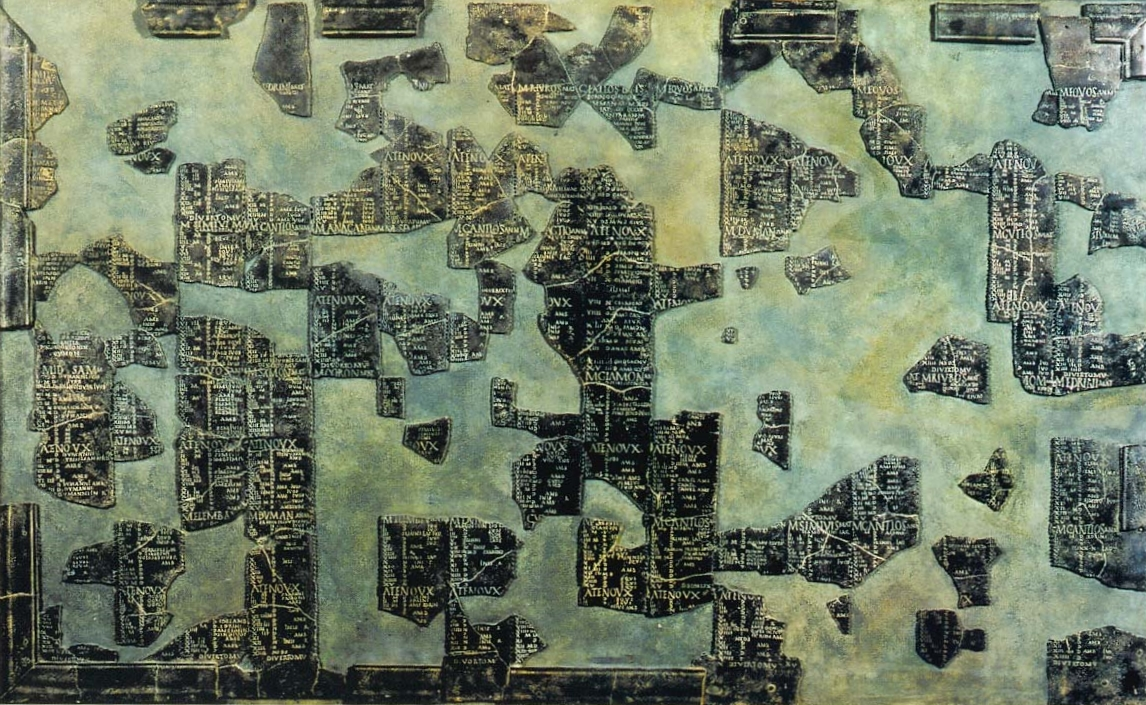
Le calendrier de Coligny.

Le calendrier celtique était le calendrier de la civilisation celtique. Selon les sources irlandaises, branche celtique qui a subsisté, l'année celtique était rythmée par quatre grandes fêtes religieuses au caractère obligatoire, dont deux majeures : Samain au 31 octobre ou 1er novembre (selon notre calendrier) et Beltaine au 30 avril ou 1er mai, et deux de moindre importance : Imbolc le 1er ou le 2 février et Lugnasad le 1er août. La source majeure qui nous renseigne sur le calendrier celtique est le calendrier de Coligny, qui date de l'époque gallo-romaine.

## Historique
Les druides, qui tiraient leur nom du mot celtique deru signifiant chêne[réf. nécessaire], étaient vraisemblablement chargés de régler la division du temps chez les Gaulois. Leurs années étaient purement lunaires[réf. nécessaire] et regroupées par périodes de 30 ans. ils mesurent le temps par le nombre des nuits et non par celui des jours, la nuit précède toujours le jour. Ils comptaient donc par nuits et non par jours. C’est par un reste de cette coutume que les Anglais disent encore aujourd’hui dans leur langue ; « this day sennight, this day fortnight (d’aujourd’nuits, d’aujourd’hui quatorze nuits) ». Les anciens Germains, avaient aussi le même usage. Les paysans, dans plusieurs provinces de France, disent aussi « à nuit, » au lieu « d’aujourd’hui », ce qui pourrait bien être un reste de l’ancien usage de compter par nuits. En occitan, anuèit signifie « aujourd'hui » (du gaulois *ad-noxt ?)[réf. souhaitée].

## Principe
Le calendrier de Coligny, principal témoignage sur le comput du temps chez les Celtes, indique une année de douze mois, chacun divisé en deux quinzaines. Le cycle commence avec le mois de samonios (vers novembre) et s’achève avec cantlos (octobre). L’année débute au premier quartier de lune précédant la fête de Samain, qui marque la transition entre l’année ancienne et la nouvelle. De nature lunaire, ce système fait commencer mois, années et cycles de trente ans au sixième jour de la lune, lorsque celle-ci est « dans toute sa force » mais avant la mi-parcours, ce qui rend toute correspondance fixe avec notre calendrier impossible. Les dates ne retrouvent une équivalence que de manière cyclique, tous les dix-neuf ans.
L’année est divisée en deux moitiés : la période sombre (samonios à cutios), correspondant approximativement à novembre-avril, et la période claire (giamonios à cantlos), de mai à octobre. Conformément au témoignage de César, les Gaulois mesurent le temps en nuits plutôt qu’en jours, faisant débuter la journée avec la nuit. Ce principe, cohérent avec un calendrier lunaire, imprègne à la fois le découpage annuel et les repères festifs.

## Fêtes religieuses
- Samain, qui a lieu le 1er novembre de notre calendrier[réf. nécessaire], correspond au début de l'année et de la saison sombre[4]. C'est une fête de passage, de transition, elle dure une semaine, trois jours avant et trois jours après. C’est à la fois le début de l’année nouvelle et la fin de celle qui s’achève. Elle est marquée par des rites druidiques, des assemblées, des beuveries et des banquets rituels. Elle a la particularité d’être ouverte sur l’Autre Monde (le sidh des Irlandais) et donc de favoriser le rapport des hommes avec les dieux. On la retrouve en Gaule sous le nom de Samonios (le mot désigne le mois qui correspond approximativement à novembre), attestée par le calendrier de Coligny.
- Imbolc, qui a lieu le 1er février[réf. nécessaire] est l’évènement sur laquelle les informations sont les plus lacunaires. Selon l'étymologie, c'est une fête de purification et de lustration.
- Beltaine, qui a lieu le 1er mai[réf. nécessaire], marque une rupture dans l’année, c’est le passage de la saison sombre à la saison claire, lumineuse. Cela entraîne aussi un changement de vie puisque c’est l’ouverture des activités diurnes : reprise de la chasse, de la guerre, des razzias, des conquêtes pour les guerriers, début des travaux agraires et champêtres pour les agriculteurs et les éleveurs.
- Lugnasad, l’« assemblée de Lug » a lieu le 1er août[réf. nécessaire], pendant la période des récoltes. C’est la fête royale et plus précisément de la souveraineté dans sa fonction redistributrice des richesses. C'est une trêve militaire qui célèbre la paix, l’amitié, l’abondance et la prospérité du royaume.